# 印第安羅克鎮區 (阿肯色州范布倫縣)
印第安羅克鎮區（英語：Indian Rock Township）是位於美國阿肯色州范布倫縣的一個行政鎮區。

## 地方資料
印第安羅克鎮區的面積為36.04平方千米，當中陸地面積為35.86平方千米，而水域面積為0.18平方千米。根據2010年美國人口普查的數據，當地共有人口2227人，而人口密度為每平方千米61.79人。